# 李晋平 (1964年7月)
李晋平（1964年7月—），男，汉族，山西灵石人，中华人民共和国政治人物，中国共产党党员，第十二届全国人民代表大会山西地区代表。曾任山西省发展和改革委员会党组书记、主任。

## 生平
2013年，被选为全国人大代表。2018年2月24日，当选为第十三届全国人大代表。
2022年9月28日，被山西省人大常委会罢免全国人民代表大会代表职务，2022年10月30日代表资格终止。

### 被查
2022年8月12日， 李晋平因涉嫌严重违纪违法，接受山西省纪委监委纪律审查和监察调查。

#### 免去职务
2022年9月28日，山西省第十三届人民代表大会常务委员会第三十七次会议通过，决定免去：李晋平的山西省发展和改革委员会主任职务。
2022年10月30日，第十三届全国人民代表大会常务委员会第三十七次会议通过，由山西省选出的第十三届全国人大代表，山西省发展和改革委员会原主任、党组书记李晋平，因涉嫌严重违纪违法，2022年9月28日，山西省第十三届人大常委会第三十七次会议决定罢免其第十三届全国人民代表大会代表职务。